# Gary Armstrong
Gary Armstrong é professor emérito de graduação na Kenan-Flagler Business School, da Universidade da Carolina do Norte em Chapel Hill.
Trabalhou como consultor e pesquisador para muitas empresas nas áreas de pesquisa de marketing, gerenciamento de vendas e estratégias de marketing. Foi o único professor a receber mais a vez o prestigioso prêmio Excellence in Undergraduate Teaching.